# Sepé Tiaraju
Sepé Tiaraju ( † 7. února 1756 São Gabriel) byl guaraníský náčelník a římskokatolický laik.

## Historické pozadí a smrt
Narodil se asi roku 1723 v São Luiz Gonzaga v Brazílii.
Vedl boj proti portugalským a španělským koloniálním mocnostem ve válce Guerras Guaraníticas (Guaraníská válka) a byl zabit tři dny před masakrem, při kterém zahynulo asi patnáct set jeho spolubojovníků. I po 250 letech od jeho smrti zůstává stále velmi vlivnou postavou v lidové představivosti a lidovým světcem v Rio Grande do Sul. 
Tento konflikt v Jižní Americe byl důsledkem vymezení území, které evropské mocnosti stanovily v Madridské smlouvě (1750). Podle této smlouvy muselo být guaraníské obyvatelstvo obývající jezuitské misie  evakuováno. Po sto padesáti letech jedinečného společného života většina lidí z kmene Guaraní neuvažovala o návratu do lesů ani o přestěhování na jiné místo.
Jezuité a indiáni kmene Guaraní žijící v misiích odmítli s vyhnáním souhlasit. Indiáni se proto zapojili do ozbrojeného boje proti španělským a portugalským silám, které chtěly prosadit podmínky smlouvy. „Tato země už má svého pána“ (Esta terra tem dono), údajně tehdy řekl Sepé a vybízel své kmenové příslušníky k odporu. Zemřel v potyčce 7. února 1756, kdy byl při jízdě na koni zraněn kopím a poté postřelen.

## Proces svatořečení
Proces byl zahájen 24. dubna 2017 v diecézi Bagé.